# T&T Clark
La T&T Clark è una casa editrice britannica fondata a Edimburgo nel 1821, che dai primi anni 2000 esiste come marchio della Bloomsbury Publishing.

## Storia
La T&T Clark fu fondata nel 1821 a Londra da Thomas Clark, uomo formatosi nella Chiesa libera di Scozia, che indirizzò le pubblicazioni della società nell'ambito della legge e della letteratura straniere.
Intorno al 1830, iniziò a sviluppare un elenco testi di teologia, assumendo una posizione evangelica progressista, talora pubblicando anche libri non profittevoli dal punto di vista economico. I suoi progetti più significativi furono la traduzione inglese di Ante-Nicene Fathers, avviata dalla Christian Literature Publishing Company di New York City, e l'Encyclopaedia of Religion and Ethics, due progetti editoriali resi fattibili dalle dimensioni del mercato potenziale statunitense. 

Nel 1880 la società fece causa alla Fleming H. Revell Company per violazione di copyright.
Nel 1965, la T&T Clark iniziò a pubblicare Concilium, una rivista accademica di teologia cattolica romana post-conciliare.

Nel 2003 Sheffield Academic Press, Trinity Press International e T&T Clark furono unite sotto un'unica impronta. Otto anni più tardi, la casa editrice Continuum International Publishing Group fu acquisita dalla Bloomsbury Publishing.